# Elvasia canescens
Elvasia canescens là một loài thực vật có hoa trong họ Ochnaceae. Loài này được (Tiegh.) Gilg mô tả khoa học đầu tiên năm 1925.